# Zbigniew Grubowski

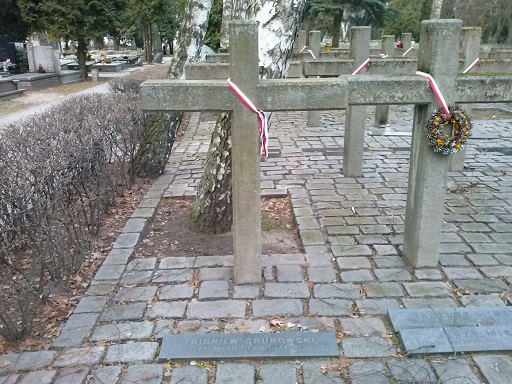
Grób Zbigniewa Grubowskiego na Wojskowych Powązkach

Zbigniew Wojciech Grubowski, ps. Andrzej Chudy (ur. 8 marca 1927, zm. 24 września 1944 w Warszawie) – harcerz, żołnierz Szarych Szeregów i Armii Krajowej, powstaniec warszawski.

## Życiorys
Był synem Józefa Grubowskiego, majora Wojska Polskiego, żołnierza Armii Krajowej i Marii z domu Nadolskiej. Uczył się w Gimnazjum Wojciecha Górskiego w Warszawie.
W czasie wojny działał w konspiracji, od 1943 r. w Oddziale Dywersji Bojowej Obwodu Żoliborz, określonym kryptonimami „Kedyw 17” i „DB 17". Następnie w 9 kompanii dywersyjnej. W trakcie działań dywersyjnych brał udział w przerzucie broni, akcjach bojowych i odwetowych.
II Obwód „Żywiciel” (Żoliborz) Warszawskiego Okręgu Armii Krajowej – Zgrupowanie Żniwiarz – pluton 226
W czasie powstania warszawskiego przeszedł szlak bojowy obejmujący m.in. akcje na Żoliborzu, kolonii robotniczej Bielany, ulicy Kleczewskiej, Słowackiego, Centralna Szkoła Pożarnicza, przejęcie niemieckiego samochodu ciężarowego, w którym było 4000 granatów, atak na Dworzec Gdański, ul. Mickiewicza, zdobycie i utrzymanie budynków Opla.
Poległ 24.09.1944 podczas walki na terenie zakładów Opel Werke (róg Słowackiego i Włościańskiej). Spoczywa w kwaterze żołnierzy batalionu Żywiciel na Cmentarzu Wojskowym na Powązkach.
Został odznaczony Krzyżem Walecznych.